# 林恭平
林 恭平（はやし きょうへい、1991年9月6日 - ）は、日本のキックボクサー、ムエタイ選手。大阪府堺市出身。大阪府立東百舌鳥高等学校中退。堺市立津久野中学校卒業。堺市西区鳳在住。実家は津久野。アツキムエタイジム本部内弟子1期生。正指導員。グローブ空手初段。身長170cm。体重63kg。

## 来歴
高校入学時に友達に誘われムエタイを始め、新空手K-3で公式戦デビュー。わずかキャリア1年3か月でK-1甲子園全国大会出場。全国ベスト16位。
- 2007年9月10日、西日本新空手道連盟主催「西日本新空手道交流大会」にK-3ワンマッチ出場。アマチュアデビュー戦。判定2-0勝ち。
- 2008年6月19日、「K-1甲子園2008 西日本地区代表決定戦」に出場。準決勝戦で山口裕人に延長戦判定負け、3位入賞。K-1甲子園全国大会出場を決めた。
- 2008年8月29日、K-1甲子園 KING OF UNDER 18 〜FINAL16〜のK-1甲子園1回戦で関東地区予選覇者の卜部功也と対戦し、判定負け。
- 2008年9月4日、卜部功也戦の敗戦の悔しさから内弟子志願。内弟子となる。
- 2008年10月21日、タイ国バンコクTGNスタジアムにて試合。3ラウンドKO負け。
- 2008年11月16日、「ネクストレベル」メインイベント延長戦判定勝ち。
- 2008年11月23日、日本格闘技キック連盟主催興行「スーパーキックS1」（京橋IMPホール）K-1甲子園西日本地区予選3位対決。田中一輝と対戦し判定勝ち。
- 2008年11月24日、「格闘技MISSION」ライト級タイトルマッチ。上井太朗に3ラウンド2分50秒顔面膝蹴りKO負け。
- 2009年1月25日、龍生塾主催「どついたるねん〜起こり」判定勝ち。
- 2009年2月25日、大阪テレビ（テレビ東京）19チャンネル。ローカルCM「ミズタ企画」の会社CMに林恭平vs田中一輝戦を採用。放送開始。
- 2009年3月8日、西日本新空手交流大会。K-2準決勝田中一輝と対戦しKO勝ち。決勝戦再延長判定負け。
- 2009年3月16日、龍生塾主催「関西グローブ空手道交流大会」軽中量級決勝戦で石井宏和にKO負けを喫し、準優勝となった。
- 2009年4月14日、日本格闘技キック連盟主催興行「スーパーキックS1」（京橋IMPホール）松岡力と対戦し判定負け。
- 2009年6月14日、K-1甲子園 関西・四国中国地区予選 森翔之に延長戦判定負け。全国大会を逃がした。
- 2009年8月30日、DEEP IMPACT（南港Zepp Osaka）飛野将大と対戦し、1ラウンドパンチでダウンを奪い大差の判定勝ち。
- 2009年12月23日、DEEP☆KICK-2（大阪府立体育会館）自演乙PIGUと対戦し、お互いノーガードで笑いながら打ち合い会場盛り上げまくるも判定負け。
- 2010年1月24日、NAGOYAKICKで1ラウンドKO負け。
- 2010年3月21日、「ネクストレベル」にてDEEPKICK-3 ライト級最強トーナメント12名出場抽選会。フォトセッション。インタビュー。
- 2010年4月5日、DEEP☆KICK-3 ライト級最強トーナメント1回戦で足立啓輔と対戦し、1ラウンドパンチでダウンを奪うも本戦引き分け。延長戦判定勝ち。ベスト8に残る。

- 2012年　チャクリキ二刃会に移籍　同時にリングネームを刃恭平に改名
- 2013年　異名が狂った鷹から疾風のファルコンに変更された

## 戦績
キックボクシング 戦績6戦2勝4敗。アマチュア戦績40戦以上。